# Молодёжная организация ЛДПР
Всероссийская Молодёжная Организация ЛДПР — официальное молодёжное крыло российской политической партии ЛДПР. Молодёжная организация ЛДПР существует на протяжении всего периода существования партии.

## История
Молодёжное крыло существует у ЛДПР с момента основания ЛДПСС (то есть с 13 декабря 1989 года).
В 1998 году произошло разделение организации на две части: Центр поддержки молодёжных инициатив и Российский союз свободной молодёжи, который был зарегистрирован как отдельная политическая партия и даже участвовал в выборах в Государственную думу 3 созыва в составе «Блока Жириновского».
В 1998 году прошёл ряд мероприятий, посвящённых молодёжи: молодёжный фестиваль, учредительный съезд Центра поддержки молодёжных инициатив.

### «Время молодых»
Создание организации «Время молодых» произошло в 2010 году и было приурочено к 20-летию партии. При этом представитель ЛДПР Евгения Боровикова заявила, что новая структура должна стать абсолютно новой и самостоятельной организацией со своим уставом, ставящей во главу угла личность, а не финансовую состоятельность и социальный статус участника, добавив, что ранее созданный Всероссийский молодёжный центр ЛДПР являлся лишь структурным подразделением партии. Устав организации приняли 13 ноября 2010 года на учредительном съезде в Москве.

### Руководители
- Олег Наполов (1990) — руководитель Союза молодых либеральных демократов
- Владимир Тихомиров (1990)
- Владимир Николаевич Савицкий (1990—1991)
- Виктор Михайлович Якушев (1991—1992)
- Владимир Викторович Пчелкин (1992—1998)
- Андрей Владимирович Плачендовский (1998—1999) — как руководитель Центра поддержки молодёжных инициатив
- Глеб Георгиевич Пятаев (1998—1999) — как председатель Российского союза свободной молодёжи
- Ярослав Евгеньевич Нилов (1999—2005) — как руководитель Центра поддержки молодёжных инициатив
- Виталий Сергеевич Золочевский (2005—2008)
- Павел Игоревич Пятницкий (2008—2009)
- Вадим Евгеньевич Деньгин (2009—2014)
- Егор Игоревич Анисимов (2014)
- Василий Максимович Власов (2014—2016)
- Марк Сергеевич Латынин (2016—2017)
- Илья Андреевич Аксёнов (2017—2019)
- Андрей Юрьевич Рекаев (2019—2020)
- Владислав Сергеевич Коршунков (с 2020 года) — Руководитель Всероссийской Молодёжной организации ЛДПР
- Леонид Эдуардович Слуцкий (с 2022)